# Matthias Musche
Matthias Musche, född 18 juli 1992 i Magdeburg, är en tysk handbollsspelare (vänstersexa). Han spelar för SC Magdeburg och det tyska landslaget.

## Meriter
Med klubblag
- EHF Champions League 2023 med SC Magdeburg
- EHF European League 2021 med SC Magdeburg
- IHF Super Globe 2021, 2022 och 2023 med SC Magdeburg
- Tysk mästare 2022 och 2024 med SC Magdeburg
- Tysk cupmästare 2016 med SC Magdeburg

Individuella utmärkelser
- Skytteligavinnare Handball-Bundesliga 2018/19[2]